# Моргающее зеркало

Работа зеркала постоянного визирования

Морга́ющее зе́ркало, зе́ркало постоя́нного визи́рования, зе́ркало непреры́вного визи́рования — разновидность механизма однообъективных зеркальных фотоаппаратов, обеспечивающая работоспособность видоискателя как до момента съёмки, так и после него. Перед срабатыванием затвора зеркало поднимается, чтобы открыть свету доступ к кадровому окну, а после окончания экспозиции оно сразу же опускается, снова направляя свет в окуляр и восстанавливая видимость изображения. Таким образом, видоискатель затемняется только на короткое время, позволяя наблюдать за объектом съёмки почти непрерывно.

## Историческая справка
Подавляющее большинство современных однообъективных зеркальных фотоаппаратов, как аналоговых, так и цифровых, оснащаются зеркалом постоянного визирования. Исключение составляют некоторые среднеформатные камеры, предназначенные главным образом для студийной, а не репортажной съёмки. В первых зеркальных фотоаппаратах зеркало не возвращалось в рабочее положение после экспозиции, и видоискатель вновь становился работоспособным только после взвода затвора. Такое зеркало часто называют «залипающим». Самовозвратное зеркало впервые появилось в фотоаппаратах Praktiflex в 1938 году. Оно поднималось при нажатии на спусковую кнопку, и возвращалось в рабочее положение после отпускания. Однако, дополнительное усилие спуска усложняло получение резких снимков. Кроме того, при выдержках длиннее 1/15 секунды появлялся риск преждевременного прерывания светового потока опустившимся зеркалом из-за невнимательности фотографа. Поэтому технология не имела дальнейшего развития, и была использована только в японском Asahiflex I и итальянских Rectaflex. 
Современное моргающее зеркало с приводом от затвора впервые реализовано в 1948 году венгерской компанией Gamma в фотоаппарате Duflex, а первой серийной камерой с таким механизмом шесть лет спустя стал японский Asahiflex II. В СССР «моргающее» зеркало впервые появилось в 1965 году в фотоаппаратах «Зенит-Е» и «Киев-10». Спустя некоторое время «залипающее» зеркало осталось только в зеркальных фотоаппаратах с центральным затвором (например, «Зенит-4» и Contaflex), поскольку усилия слабых пружин такого затвора было недостаточно для формирования механической команды на возврат зеркала. Единственным известным исключением из этого правила был Nikkorex Auto 35, снабжённый специальным механизмом возврата зеркала с приводом от толкателя затвора.

## Принцип действия
Для автоматической работы зеркала постоянного визирования используется механизм с двумя пружинами, одна из которых отвечает за подъём, а другая за опускание. Запуск каждой из них происходит соответствующими кинематическими связями с затвором. Главное требование, предъявляемое к механизму зеркала, заключается в максимальной изоляции его движения от корпуса фотоаппарата. Удар при подъёме зеркала может вызвать сотрясение камеры, смазывая изображение во время экспозиции. Поэтому конструкторы стремятся использовать различные демпферы, снижающие ускорение при остановке поднятого зеркала. Например, в камере Olympus OM-1 применён воздушный демпфер
Необходимость снижения механических нагрузок вступает в противоречие с другой важнейшей характеристикой современной аппаратуры с моргающим зеркалом, которой считается длительность «блэкаута». Он определяет интервал, в течение которого изображение в видоискателе отсутствует. Параметр особенно важен для камер с фазовым автофокусом, который теряет работоспособность при поднятом зеркале: вместе с основным зеркалом видоискателя поднимается и вспомогательное, расположенное под ним и обеспечивающее работу датчика. Это особенно критично в «следящем» режиме, поэтому конструкторы стараются максимально сократить длительность срабатывания зеркала, доводя полный цикл до нескольких десятков миллисекунд. У камер среднего класса, таких как Nikon D300 или Canon EOS 5D Mark III, видоискатель остаётся «слепым» 90 и 125 миллисекунд соответственно. У профессионального фотоаппарата Nikon D3 время «блэкаута» не превышает 74 миллисекунд, тогда как у камеры аналогичного класса Canon EOS-1D Mark II этот же параметр составляет 87 миллисекунд. Однако у более современной модели Canon EOS-1D X зеркало блокирует свет всего 60 миллисекунд.